# Tate McRae
Tate Rosner McRae (Calgary, 2003. július 1. –) kanadai énekesnő-dalszerző, táncosnő és színésznő. 13 évesen a So You Think You Can Dance című amerikai reality televíziós sorozat első kanadai döntőseként szerzett feltűnést. McRae-t 2019-ben szerződtette az RCA Records, miután dalai nagy népszerűségre tettek szert az interneten – beleértve a 2017-es vírusos slágert, a "One Dayt" is -, amikor a következő januárban kiadta debütáló középlemezét (EP), az All the Things I Never Said (2020) év. 2020-as kislemeze, a "You Broke Me First" nemzetközi sláger lett, és a Billboard Hot 100 listáján a 17. helyre került. 2021-ben McRae volt a legfiatalabb zenész, aki felkerült a Forbes 30 Under 30 listájára.
Második EP-je, a Too Young to Be Sad (2021) volt 2021 legtöbbet streamelt női EP-je a Spotify-on. Debütáló stúdióalbuma, az I Used to Think I Could Fly (2022) kedvező kritikai visszhangot kapott, és az amerikai Billboard 200- on a 13. helyezést érte el, és több országban a legjobb tízbe is bekerült. McRae 2023-as kislemeze, a "Greedy" a poporientáltabb imázst fejlesztve érte el a karriere legnagyobb kereskedelmi sikerét; a Canadian Hot 100 első helyezett dala lett és a Billboard Hot 100 harmadik helyére került. A Think Later című debütáló albuma 2023-ban jelent meg, amely több országban az első öt között nyitott a lemezeladási listákon.

## Karrier

### 2020–2021:Too Young to Be Sad

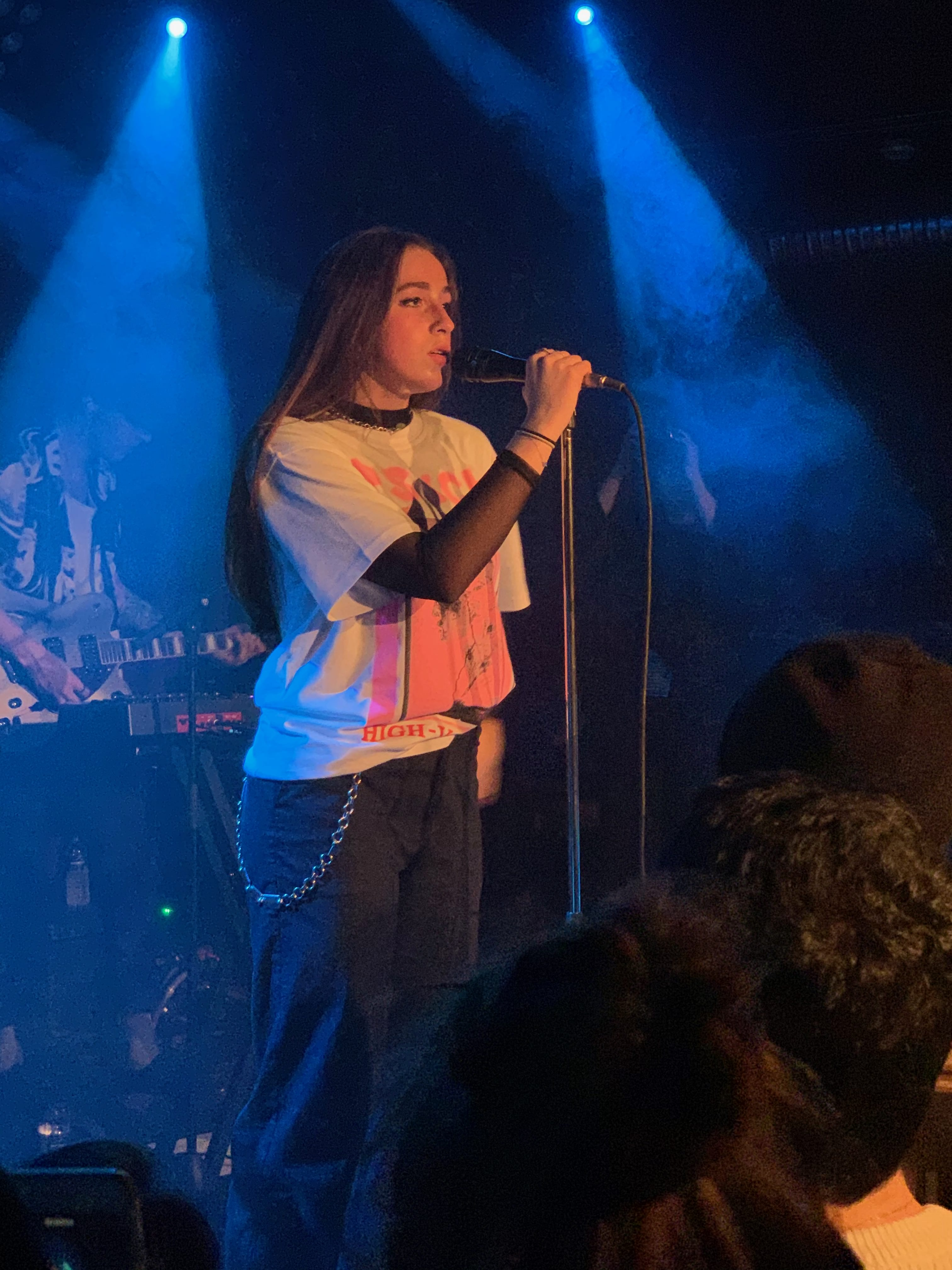
McRae Berlinben 2020 februárjában

2020 áprilisában McRae kiadta a "You Broke Me First" című kislemezt második, Too Young to Be Sad című EP-jének vezető kislemezeként. A dal nemzetközi sikert aratott, több országban top 10-es sláger lett és ez lett az első kislemeze, amely felkerült a Billboard Hot 100 -ra.
2021. március 3-án kiadta a "Slower" című kislemezt, és bejelentette második EP-jét Too Young to Be Sad címmel, amely 2021. március 26-án jelent meg.
2021 végére a Too Young to Be Sad több mint egymilliárd Spotify-streamet gyűjtött össze, és ez lett 2021 legtöbbet streamelt női előadótól származó EP-je Spotifyon. 

### 2021–2022:I Used to Think I Could Fly
2021. november 11-én McRae kiadta a "Feel Like Shit" című kislemezt debütáló stúdióalbumáról, az I Used to Think I Could Fly- ról, amely 2022. május 27-én jelent meg. 2022 januárjában három iHeart Radio Awards díjra jelölték.
Az album második kislemeze, a She's All I Wanna Be 2022. február 4-én jelent meg A dal a legjobb 10-be jutott Kanadában, Írországban,Norvégiában, Szingapúrban és Belgiumban. Számos országban bekerült a Top 40-be is. 
2022 novemberében Tate közreműködött Tiësto 10:35 című dalában. A dal top 10-es sláger lett Nagy-Britanniában. Tíz másik országban is bejutott a Top 10-be.

### 2023–jelenleg:Think Later
2023. szeptember 15-én kiadta a "Greedy"-t Think Later című második stúdióalbumának vezető kislemezeként. A Greedy volt eddigi legnagyobb debütálása a Spotify-on, és az első top 10-es debütálása a globális Spotify-listákon. Norvégiában és Dániában az 1. helyen debütált, és számos országban, köztük Kanadában, Dániában, Ausztriában és Hollandiában, valamint a Billboard Global 200 listán az első helyen végzett, így ez lett az első hivatalosan is nemzetközi listavezető dala. 
McRae második stúdióalbuma, a Think Later 2023. december 8-án jelent meg. Az album pozitív értékeléseket kapott mind a rajongóktól, mind a kritikusoktól. A Think Later a top 5-ben debütált az Egyesült Államokban, az Egyesült Királyságban, Kanadában, Új-Zélandon, Ausztráliában, Belgiumban és Norvégiában.
A Think Later második kislemeze, az "Exes" 2023. november 17-én jelent meg. Kanadában és Hollandiában a legjobb 10-ben, az Egyesült Királyságban és Ausztráliában a 20-ban, az Egyesült Államokban pedig a legjobb 40-ben végzett. 2023. november 18-án előadta a "Greedy"-t és egy akkor még kiadatlan "Grave" című dalt a Saturday Night Live-on. A Billboard Music Awards gálán 2023. november 19-én előadta a "Greedy" című dalát. 

## Magánélet
2024 áprilisában Kid Laroi ausztrál rapper és énekes nyilvánosan megerősítette kapcsolatát McRae-vel. 

## Diszkográfia

### Stúdióalbumok
- I Used to Think I Could Fly (2022)
- Think Later (2023)
- So Close To What (2025)

## Fordítás
Ez a szócikk részben vagy egészben  a   Tate McRae című angol Wikipédia-szócikk ezen változatának fordításán alapul.  Az eredeti cikk szerkesztőit annak laptörténete sorolja fel. Ez a jelzés csupán a megfogalmazás eredetét és a szerzői jogokat jelzi, nem szolgál a cikkben szereplő információk forrásmegjelöléseként.